# Mutation du gène MDR1

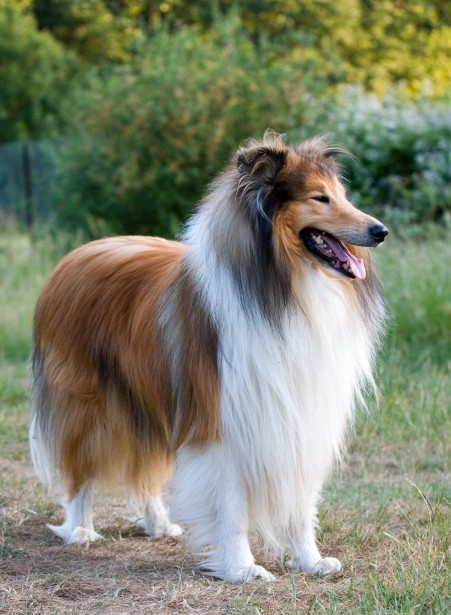
Certaines molécules médicamenteuses sont susceptibles d'entraîner des effets neurotoxiques graves chez certaines races de chiens de berger, comme par exemple le Colley.

La mutation du gène MDR1, pour gène de résistance multiples aux drogues (multidrug resistance), est connue pour entraîner une intolérance grave à certaines substances médicamenteuses chez plusieurs races de chien de berger comme le Berger australien, le Border collie et le Colley. Les conséquences neurotoxiques de cette mutation après l'administration d'un médicament contre-indiqué sont susceptibles d'avoir un effet fatal.

## Caractéristiques du gène MDR1
Le gène MDR1, également appelé ABCB1, code la glycoprotéine P (P-gp), un transporteur protéique cellulaire exprimé à la surface membranaire des cellules. 
Naturellement polymorphe, la mutation du gène MDR1 provoque cependant la production d'une protéine tronquée défaillante, causant une perte de 90 % de la glycoprotéine P. La mutation peut être simple ou double, suivant le nombre d'allèle muté. La mutation du gène et de la protéine provoque dès lors une intolérance à certains médicaments. 

## Races concernées
La mutation est sujette aux prédispositions raciales. Le Colley est la race la plus touchée. En France, un peu plus de la moitié des Bergers australiens et des Bergers blancs suisses sont porteurs de la mutation, et un tiers des Shetland. Sont également concernés par la mutation du gène MDR1 le Whippet à poils longs, le Berger australien miniature, le Wäller, le Bobtail et le Border collie. Les chiens croisés issus d'au moins une de ces races sont également susceptibles d'être porteurs de cette mutation.

## Substances contre-indiquées
Certaines molécules ne peuvent être administrées en aucun cas à l'animal porteur d'une mutation du gène MDR1 : l'ivermectine et les autres lactones macrocycliques (doramectine, milbémycine oxime, moxidectine, et sélamectine), le lopéramide et l'émodepside. D'autres molécules peuvent être administrées en cas de mutation simple ou hétérozygote, mais à des dosages réduits par rapport à la normale ou sous surveillance vétérinaire. C'est le cas de l'acépromazine, du butorphanol, de la crincristine, de la vinblastine et de la doxorubicine, ainsi que du digoxine et du diltiazem.

## Test génétique
Un test génétique sur base d'un échantillon de salive est réalisable par un vétérinaire, afin de déterminer si l'animal est porteur de mutation du gène MDR2 ou non. Analysé par un laboratoire, ses résultats sont disponibles en une dizaine de jours.